# Peter B. Kyne
Peter Bernard Kyne (San Francisco, 12 ottobre 1880 – San Francisco, 25 novembre 1957) è stato uno scrittore e sceneggiatore statunitense i cui romanzi e racconti sono stati adattati numerose volte per il cinema.

## Biografia
Figlio del mandriano John Kyne e di sua moglie Mary Cresham, entrambi immigrati irlandesi negli Stati Uniti, crebbe aiutando i genitori nel loro ranch fuori San Francisco: frequentò una business school, sebbene tutti i suoi insegnanti gli riconoscessero una certa propensione per la scrittura.
Nonostante i suoi problemi di vista e senza aver ancora compiuto la maggiore età, Kyne si arruolò volontario nell'esercito degli Stati Uniti, combattendo col 14º Reggimento di Fanteria Leggera nella guerra ispano-americana (1898) e nella guerra filippino-americana (1899–1902), esperienze che avrebbero informato uno dei suoi romanzi più noti, L'irriducibile (1921). Congedato, trovò lavoro come rappresentante di commercio. Nel 1905 venne assunto come reporter dal San Francisco Call, grazie a cui ebbe modo di toccare con mano la vita quotidiana dei marinai che popolavano i moli dell'embarcadero cittadino, diventati poi il soggetto di molte sue opere. Il 2 febbraio 1910 si sposò con Helene Catherine Johnston.
Di lì a poco cominciò a vedersi pubblicati dei racconti sui maggiori giornali americani dell'epoca, tra cui il Saturday Evening Post, Cosmopolitan, l'American Magazine e Collier's. Uno di essi, The Three Godfathers, su di tre criminali che si redimono salvando un neonato rimasto orfano, un parallelismo alla storia dei Re Magi, riscosse tanto successo da essere ripubblicato come romanzo nel 1913, il primo dello scrittore: venne poi trasformato più volte in un film, tra cui nel 1949 con protagonista John Wayne (In nome di Dio). Altro grande successo letterario fu Cappy Ricks: pubblicato nel 1916, il romanzo segue le avventure di un lupo di mare scozzese. Kyne riprese in mano il personaggio in più occasioni. Nel corso di una prolifica carriera, durata fino agli anni quaranta, che lo rese uno degli autori di romanzi e racconti più popolari d'America, Kyne predilesse storie con protagonisti rancheros, cowboy, marinai, boscaioli e fuorilegge. Ne L'irriducibile (1921), un "romanzo motivazionale" che vendette oltre mezzo milione di copie, raccontò invece di un veterano della prima guerra mondiale che, tornato invalido in patria, supera le avversità e raggiunge il successo grazie alla tenacia e l'intuito per gli affari.
Dai romanzi e racconti di Kyne vennero tratti più di settanta film (vedi #Adattamenti cinematografici) sia nell'epoca del muto che dopo l'arrivo del sonoro, e lui stesso lavorò a Hollywood negli anni venti come soggettista di film perlopiù non tratti dalle sue opere. In tutto, il nome di Kyne è apparso su oltre 100 film, come soggettista o autore dell'opera originale.
Di fede politica repubblicana, in vita Kyne fu anche membro del Bohemian Club. È sepolto al Golden Gate National Cemetery di San Bruno. È prozio di Dennis Kyne, veterano della guerra del Golfo e poi attivista contro l'intervento americano in Iraq e l'uso di munizioni all'uranio impoverito.

## Opere

### Romanzi
- The Three Godfathers (1913)
- The Long Chance (1914)

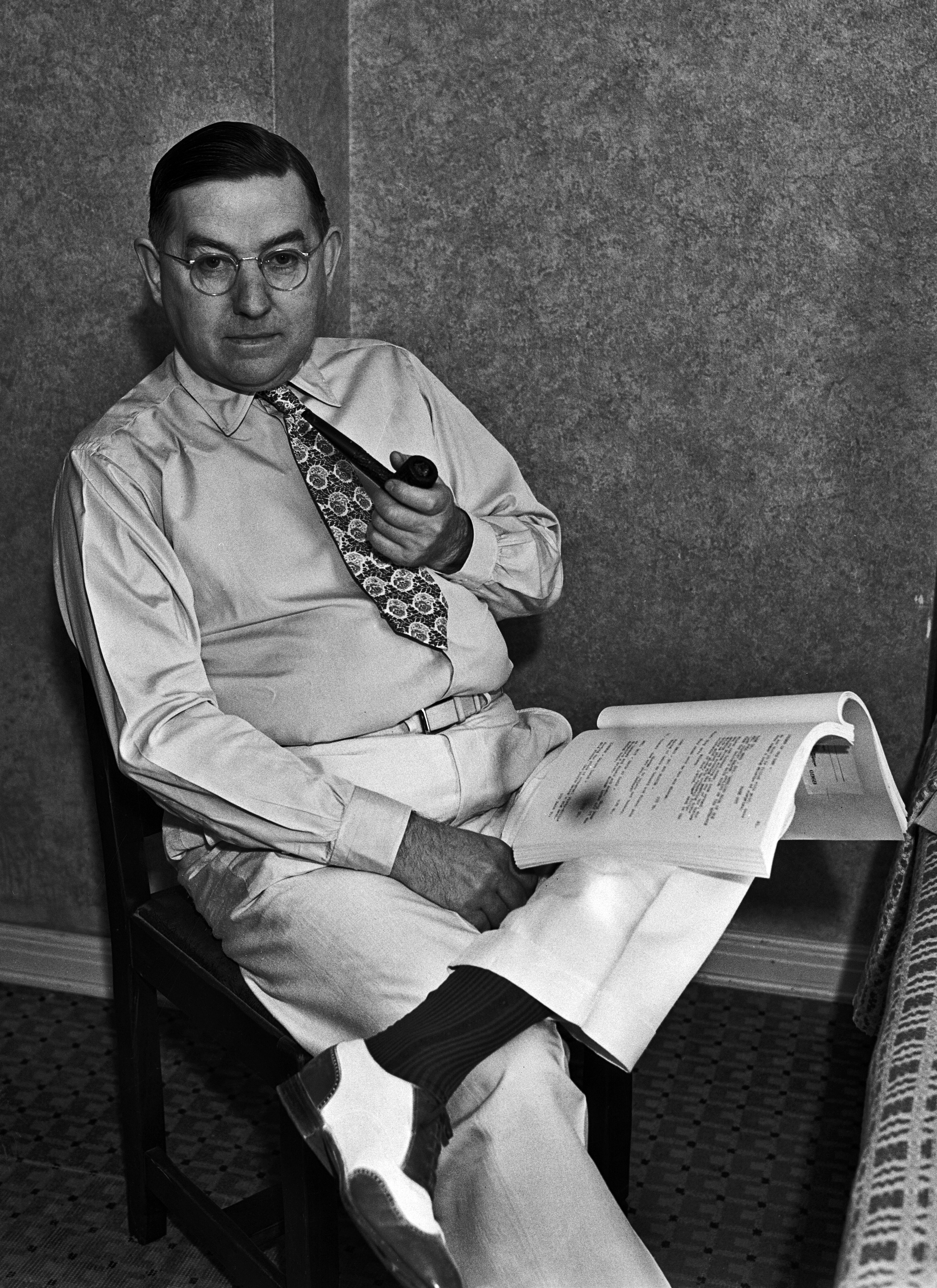
Kyne nel 1935 con un manoscritto.

- Cappy Ricks, or The Subjugation of Matt Peasley (1916)
- Webster-Man's Man (1917)
- The Valley of the Giants (1918)
- Captain Scraggs, or The Green-Pea Pirates (1919)
- Kindred of the Dust (1920)
- The Pride of Palomar (1921)
- The Go-Getter: A Story That Tells You How to Be One (1921)
  -  L'irriducibile. Una storia che ti insegnerà a dar vita alle tue opportunità, Milano, Gribaudi, 2004, ISBN 978-88-7152-772-7.
  -  L'irriducibile. Una storia che ti dice come esserlo e che ti insegnerà a dar vita alle tue opportunità, traduzione di David De Angelis, Milano, StreetLib, 2021, ISBN 979-12-2080-501-8.
- Cappy Ricks Retires (1922)
- Never the Twain Shall Meet (1923)
- The Enchanted Hill (1924)
- The Understanding Heart (1926)
- They Also Serve (1927)
- Tide of Empire (1928)
- Money to Burn (1928)
- Jim the Conqueror (1929)
- Made of Money (1929)
- The Parson of Panamint and Other Stories (1929) - raccolta di racconti
- Golden Dawn (1930)
- The Thunder God (1930)
- Outlaws of Eden (1930)
- Lord of Lonely Valley (1931)
- The Gringo Privateer and Island of Desire (1931)
  -  L'isola del desiderio, in Il Romanzo Mensile, supplemento di Corriere della Sera, n. 1, Milano, 15 gennaio 1933, anno XXXI.
- Two Make a World (1932)
- Comrades of the Storm (1933)
- Cappy Ricks Comes Back (1934)
- The Cappy Ricks Special (1935) - raccolta di racconti
- Soldiers, Sailors and Dogs (1936) - raccolta di racconti
- Dude Woman (1941)

### Racconti (lista parziale)

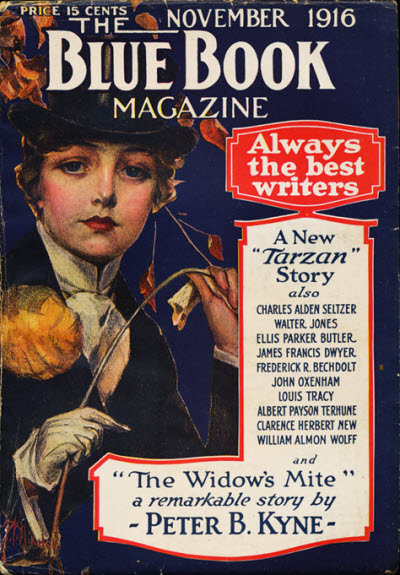
Copertina del numero di novembre 1916 del periodico The Blue Book Magazine contenente il racconto di Kyne The Widow's Mite.

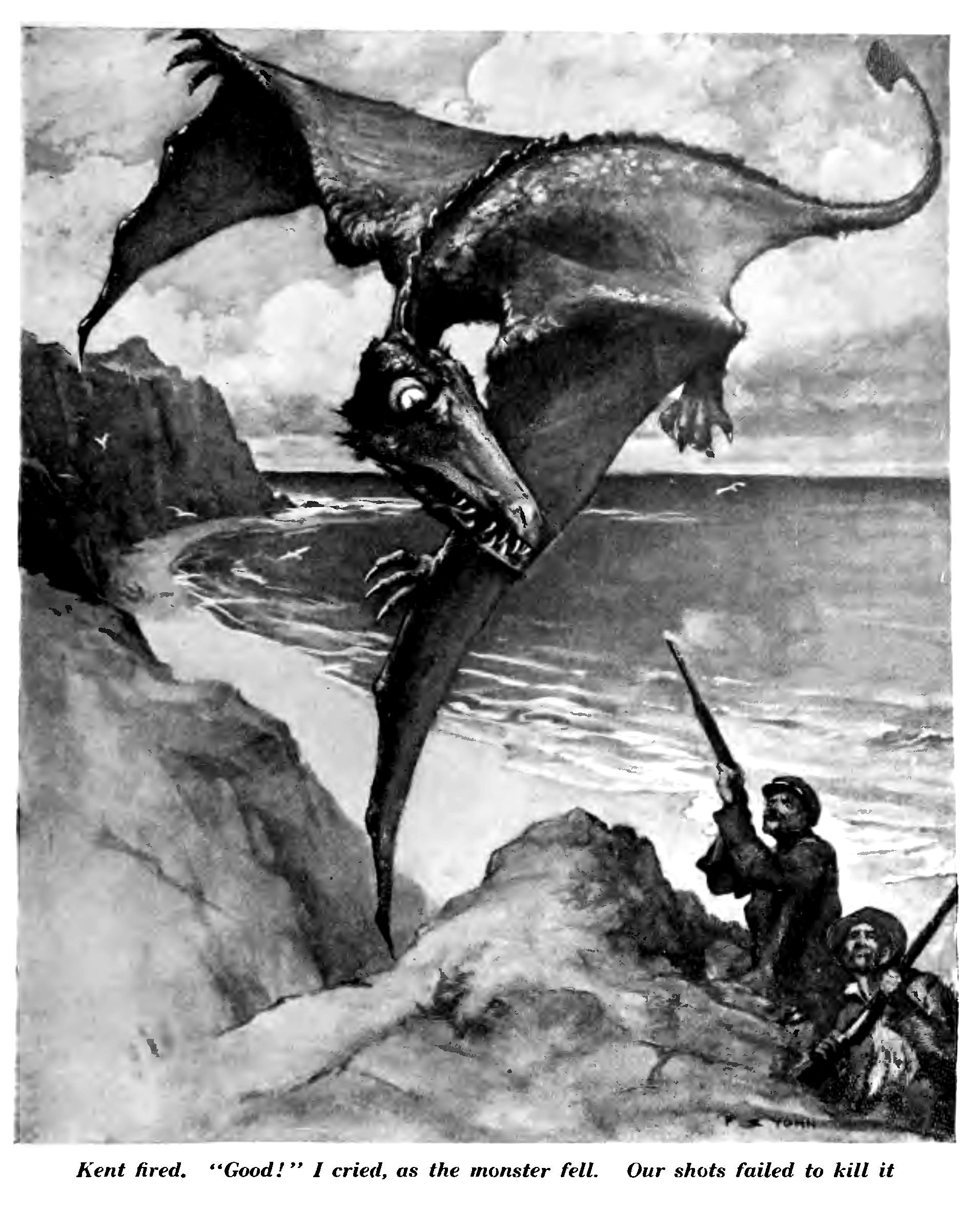
Illustrazione di F. C. Yohn per il racconto The Last Survivor, pubblicato sulla rivista Collier's National Weekly nel marzo 1915.

- The Ten Dollar Raise (The Saturday Evening Post, 4 dicembre 1909)
- Vengeance of the Lord (The Saturday Evening Post, 16 settembre 1911)
- To Him Who Dares (The Saturday Evening Post, 23 dicembre 1911)
- Blue Blood and the Pirates (The Saturday Evening Post, 30 marzo 1912)
- The Great Mono Miracle: An Echo of Mark Twain (Sunset, luglio 1912)
- One Touch of Nature (The Saturday Evening Post, 1º marzo 1913)
- The Man in Hobbles (The Saturday Evening Post, 29 marzo 1913)
- Corncob Kelly's Benefit (The Red Book Magazine, settembre 1913)
- The Last Assignment (The Saturday Evening Post, 15 novembre 1913)
- The Joy of Living (The Popular Magazine, 1º febbraio 1914)
- The Harbor Bar (The Red Book Magazine, aprile 1914)
- A Motion To Adjourn (The Saturday Evening Post, 5 settembre 1914)
- The Parson of Panamint (The Saturday Evening Post, 20 febbraio 1915)
- The Land Just Over Yonder (The Saturday Evening Post, 27 marzo 1915)
- The Last Survivor  (Collier's National Weekly, marzo 1915)
- Humanizing Mr. Winsby (Red Book Magazine, aprile 1915–maggio 1915)
- Light In Darkness (Collier's National Weekly, 29 gennaio 1916)
- The Widow's Mite (The Blue Book Magazine, novembre 1916)
- A Man's Man (The Red Book Magazine, aprile 1916–febbraio 1917)
- Salt of the Earth (The Saturday Evening Post, 3 febbraio 1917)
- Brothers Under Their Skins (Cosmopolitan, ottobre 1921)
- Bread Upon the Waters (Cosmopolitan, settembre 1923)
- Cornflower Cassie's Concert (Cosmopolitan, febbraio 1924)
- Thoroughbreds (Hearst's International-Cosmopolitan, settembre 1925)
- Rustling for Cupid (Hearst's International-Cosmopolitan, febbraio 1926)
- Oh, Promise Me (Collier's, 20 agosto 1926)
- Tidy Toreador (Hearst's International-Cosmopolitan, aprile 1927)
- All for Love (Hearst's International-Cosmopolitan, giugno 1928)
- Lionized (The American Magazine, luglio 1929)
- Dog Meat (Collier's, giugno 1931)
- Without Orders (Collier's, 8 febbraio 1936)
- A Film Star's Holiday
- The Just Judge
- The New Freedom
- The New Pardner
- No Shenanigans
- One Day's Work
- On Irish Hill
- Pals in Paradise
- The Sheriff of Cinnabar
- Shipmates

### Soggetti originali per il cinema
- Judge Not or The Woman of Mona Diggings, regia di Robert Z. Leonard (1915)
- The Beautiful Gambler, regia di William Worthington (1921)
- The Innocent Cheat, regia di Ben F. Wilson (1921)
- Brothers Under the Skin, regia di E. Mason Hopper (1922)
- Homeward Bound, regia di Ralph Ince (1923)
- War Paint, regia di W. S. Van Dyke (1926)
- California, regia di W. S. Van Dyke (1927)
- Foreign Devils, regia di W. S. Van Dyke (1927)
- The Rawhide Kid, regia di Del Andrews (1928)
- Freedom of the Press, regia di George Melford (1928)
- L'orgoglio della legione (The Pride of the Legion), regia di Ford Beebe (1932)
- The Stoker, regia di Chester M. Franklin (1932)
- Gallant Defender, regia di David Selman (1935)
- Stampede, regia di Ford Beebe (1936)
- Secret Patrol, regia di David Selman (1936)
- Code of the Range, regia di Charles C. Coleman (1936)
- The Mysterious Avenger, regia di David Selman (1936)
- The Devil Diamond, regia di Leslie Goodwins (1937)
- Tough to Handle, regia di S. Roy Luby (1937)
- Ride, Kelly, Ride, regia di Norman Foster (1941)
- Il mio bacio ti perderà (Belle Le Grand), regia di Allan Dwan (1951)
- Bronco Buster, regia di Budd Boetticher (1952)

## Adattamenti cinematografici
I romanzi e racconti di Kyne sono stati adattati innumerevoli volte per il cinema, soprattutto nell'epoca del muto e durante gli anni trenta. Secondo lo storico del cinema americano William K. Everson, lo scrittore fece parte di quell'insieme di autori le cui «opere furono sistematicamente razziate, "prese in prestito", alterate o letteralmente rubate senza pagare» dalla Hollywood del tempo, alla continua ricerca di nuove storie, anche se pare che Kyne "non soffrisse molto" la cosa. Secondo l'American Film Institute, risultano almeno 76 film dichiaratamente tratti da opere di Kyne, elencati di seguito:

### Tratti daThe Three Godfathers
- The Three Godfathers, regia di Edward LeSaint (1916)
- Uomini segnati (Marked Men), regia di John Ford (1919)
- Gli eroi del deserto (Hell's Heroes), regia di William Wyler (1929)
- I tre padrini (Three Godfathers), regia di Richard Boleslawski (1936)
- In nome di Dio (3 Godfathers), regia di John Ford (1949)
- The Godchild, regia di John Badham – film TV (1974)

### Tratti da altri libri

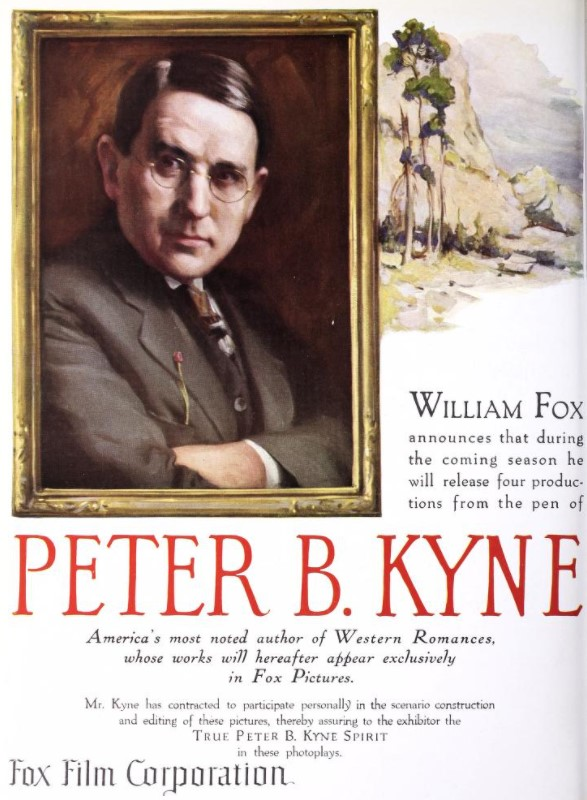
Un ritratto di Kyne in un'immagine promozionale della Fox Film Corporation del 1925, con l'annuncio che questa avrebbe distribuito quattro film «fedeli allo spirito di Peter B. Kyne» tratti dalle sue opere in una sola stagione cinematografica.

- The Long Chance, regia di Edward LeSaint (1915) - da The Long Chance
- The Valley of the Giants, regia di James Cruze (1919) - da The Valley of the Giants
- Cappy Ricks, regia di Tom Forman (1921) - da Cappy Ricks, or The Subjugation of Matt Peasley
- The Long Chance, regia di Jack Conway (1922) - da The Long Chance
- The Pride of Palomar, regia di Frank Borzage (1922) - da The Pride of Palomar
- The Go-Getter, regia di Edward H. Griffith (1923) - da L'irriducibile
- La voce del sangue (Never the Twain Shall Meet), regia di Maurice Tourneur (1925) - da Never the Twain Shall Meet
- The Enchanted Hill, regia di Irvin Willat (1926) - da The Enchanted Hill
- Jim the Conqueror, regia di George B. Seitz (1926) - da Jim the Conqueror
- The Understanding Heart, regia di Jack Conway (1927) - da The Understanding Heart
- The Valley of the Giants, regia di Charles Brabin (1927) - da The Valley of the Giants
- L'ondata dei forti (Tide of Empire), regia di Allan Dwan (1929) - da Tide of Empire
- La voce del sangue (Never the Twain Shall Meet), regia di W. S. Van Dyke (1931) - da Never the Twain Shall Meet
- Cappy Ricks Returns, regia di Mack V. Wright (1935) - da Cappy Ricks Comes Back
- Affairs of Cappy Ricks, regia di Ralph Staub (1937) - dai romanzi di Cappy Ricks
- The Go-Getter, regia di Busby Berkeley (1937) - da L'irriducibile
- La valle dei giganti (Valley of the Giants), regia di William Keighley (1938) - da The Valley of the Giants

### Tratti da altri racconti

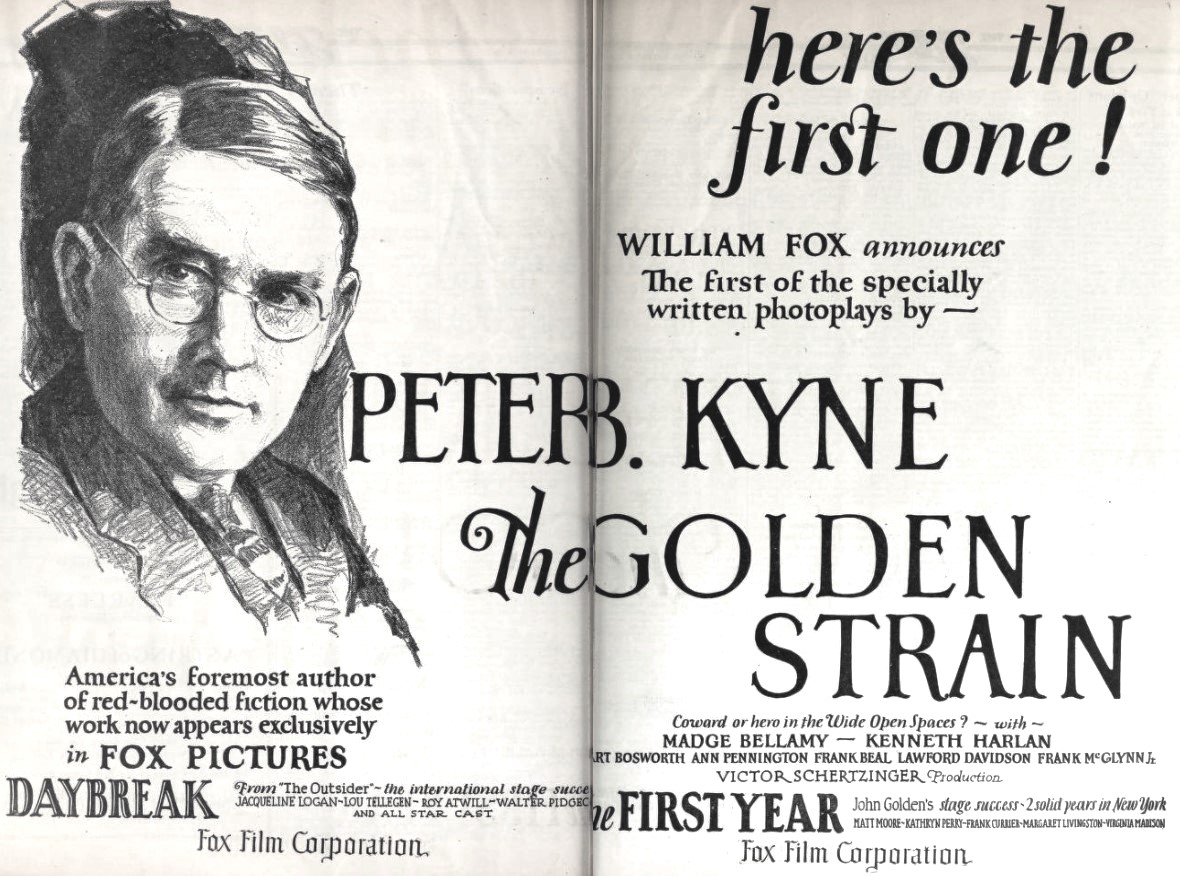
Un ritratto di Kyne in un inserto giornalistico promozionale del film La frontiera del sole (1925), recante l'annuncio di cui sopra.

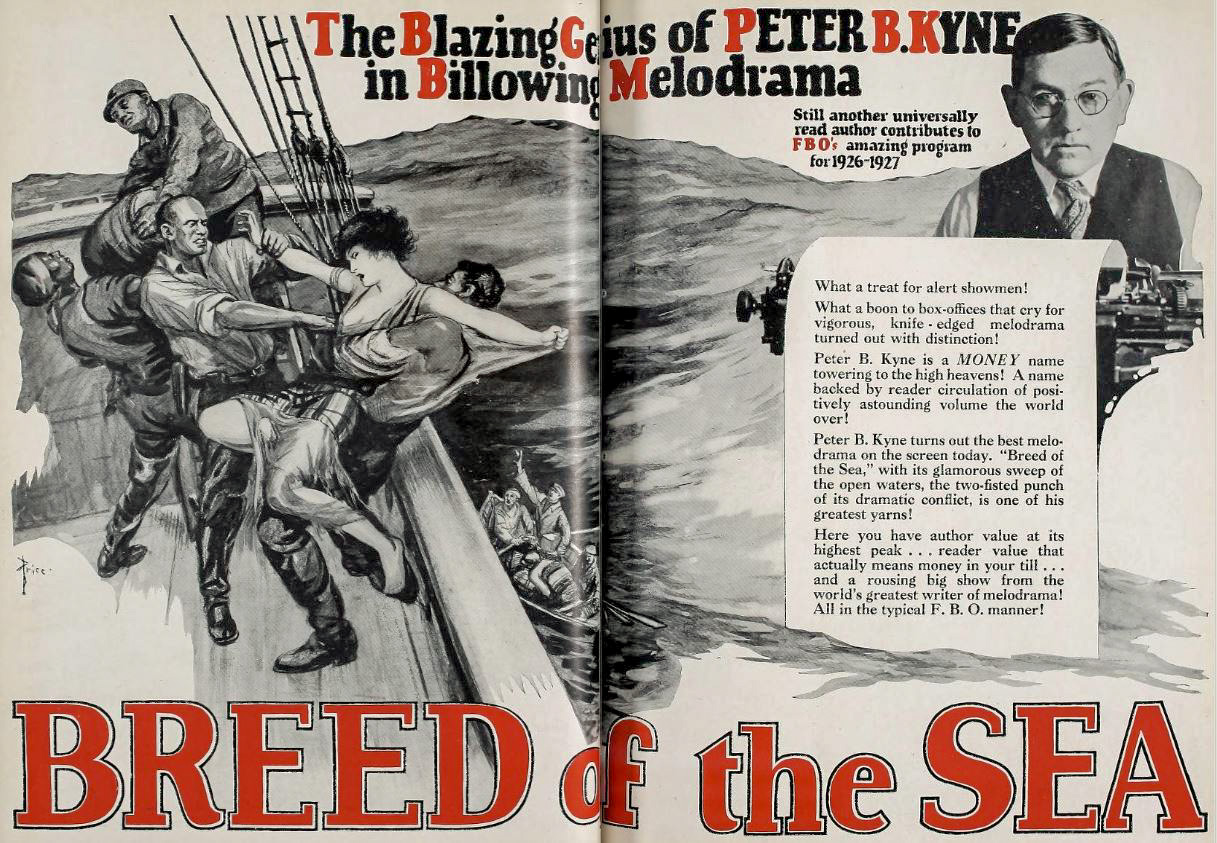
Un ritratto di Kyne in un inserto giornalistico promozionale del film Breed of the Sea (1926).

- The Land Just Over Yonder, regia di Julius Frankenburg (1916) - da The Land Just Over Yonder
- The Parson of Panamint, regia di William Desmond Taylor (1916) - da The Parson of Panamint
- Humanizing Mr. Winsby, regia di Julius Frankenburg (1916) - da Humanizing Mr. Winsby
- Light in Darkness, regia di Alan Crosland (1917) - da Light in Darkness
- One Touch of Nature, regia di Edward H. Griffith (1917) - da One Touch of Nature
- Salt of the Earth, regia di Saul Harrison (1917) - da Salt of the Earth
- A Man's Man, regia di Oscar Apfel (1918) - da A Man's Man
- The Ten Dollar Raise, regia di Edward Sloman (1921) - da The Ten Dollar Raise
- Red Courage, regia di B. Reeves Eason (1921) - da The Sheriff of Cinnabar
- A Motion to Adjourn, regia di Roy Clements (1921) - da A Motion to Adjourn
- Brothers Under the Skin, regia di E. Mason Hopper (1922) - da Brothers Under the Skin
- Back to Yellow Jacket, regia di Ben F. Wilson (1922) - da Back to Yellow Jacket
- Come polvere (Kindred of the Dust), regia di Raoul Walsh (1922) - da Kindred of the Dust
- While Satan Sleeps, regia di Joseph Henabery (1922) - da The Parson of Panamint
- One Eighth Apache, regia di Ben F. Wilson (1922) - da un racconto non identificato
- Making a Man, regia di Joseph Henabery (1922) - da Humanizing Mr. Winsby
- A Man's Man, regia di Oscar Apfel (1923) - da A Man's Man
- Loving Lies, regia di W. S. Van Dyke (1924) - da The Harbor Bar
- Beauty and the Bad Man, regia di William Worthington (1925) - da Cornflower Cassie's Concert
- La frontiera del sole (The Golden Strain), regia di Victor Schertzinger (1925) - da Thoroughbreds
- Breed of the Sea, regia di Ralph Ince (1926) - da Blue Blood and the Pirates
- Pals in Paradise, regia di George B. Seitz (1926) - da Pals in Paradise
- The Buckaroo Kid, regia di Lynn Reynolds (1926) - da Oh, Promise Me
- Rustling for Cupid, regia di Irving Cummings (1926) - da Rustling for Cupid
- The Shamrock Handicap, regia di John Ford (1926) - da Corncob Kelly's Benefit
- More Pay - Less Work, regia di Albert Ray (1926) - da No Shenanigans
- Galloping Fury, regia di B. Reeves Eason (1927) - da Tidy Toreador
- A Hero on Horseback, regia di Del Andrews (1927) - da Bread Upon the Waters
- The Man in Hobbles, regia di George Archainbaud (1928) - da The Man in Hobbles
- Wild Horse, regia di Richard Thorpe (1931) - da un racconto non identificato
- The Local Bad Man, regia di Otto Brower (1932) - da All for Love
- L'orgoglio della legione (The Pride of the Legion), regia di Ford Beebe (1932) - da A Film Star's Holiday
- Self-Defense, regia di Phil Rosen (1932) - da The Just Judge
- Pistole fiammeggianti (Flaming Guns), regia di Arthur Rosson (1932) - da Oh, Promise Me
- Valley of Wanted Men, regia di Alan James (1935) - da All for Love
- Men of Action, regia di Alan James (1935) - da The New Freedom
- Bars of Hate, regia di Albert Herman (1935) - da Vengeance of the Lord
- The Fighting Coward, regia di Dan Milner (1935) - da The Last Assignment
- Hot Off the Press, regia di Albert Herman (1935) - da The New Pardner
- $10 Raise, regia di George Marshall (1935) - da The Ten Dollar Raise
- Kelly of the Secret Service, regia di Robert F. Hill (1936) - da On Irish Hill
- Black Gold, regia di Russell Hopton (1936) - da The Joy of Living
- Racing Blood, regia di Victor Halperin (1936) - da Lionized
- A Face in the Fog, regia di Robert F. Hill (1936) - da The Great Mono Miracle: An Echo of Mark Twain
- Rio Grande Romance, regia di Robert F. Hill (1936) - da One Day's Work
- Without Orders, regia di Lew Landers (1936) - da Without Orders
- Headline Crasher, regia di Leslie Goodwins (1936) - da A Motion to Adjourn
- Taming the Wild, regia di Robert F. Hill (1936) - da Shipmates
- Born to Fight, regia di Charles Hutchison (1936) - da The Him Who Dares
- Anything for a Thrill, regia di Leslie Goodwins (1937) - da The Him Who Dares
- Young Dynamite, regia di Leslie Goodwins (1937) - da The New Freedom
- The Parson of Panamint, regia di William C. McGann (1941) - da The Parson of Panamint
- He Hired the Boss, regia di Thomas Z. Loring (1943) - da The Ten Dollar Rise
- Blue Blood, regia di Lew Landers (1951) - da Dog Meat